# Мужская сборная Ямайки по кёрлингу
Мужская сборная Ямайки по кёрлингу — представляет Ямайку на международных соревнованиях по кёрлингу. Управляющей организацией выступает Ассоциация кёрлинга Ямайки (англ. Curling Jamaica).

## Результаты выступлений

### Панконтинентальные чемпионаты
| 2022—23 | не участвовали | не участвовали | не участвовали | не участвовали | не участвовали | не участвовали | не участвовали | не участвовали | не участвовали |
| 2024    | 12             | 12             | 8              | 4              | Ian Robertson (скип), Andrew Walker, Don Johnston, Luke Samuels, запасной: —, тренеры: Peggy Robertson, Cristiene Hall |                |                |                |                |